# جي. إستابروك
جي. إستابروك (بالإنجليزية: G. Estabrook)‏ هي ملحنة أمريكية، ولدت في 23 أكتوبر 1845، وتوفيت في 18 أبريل 1897.